# Столожани (Горж)
Столожани (рум. Stolojani) насеље је у Румунији у округу Горж у општини Балешти. Oпштина се налази на надморској висини од 199 m.

## Становништво
Према подацима из 2002. године у насељу је живело 443 становника, од којих су сви румунске националности.